# Josipa Mamić
Josipa Mamić (* 7. Januar 1996 in Zagreb) ist eine kroatische Handballspielerin, die dem Kader der kroatischen Nationalmannschaft angehört.

## Karriere

### Im Verein
Mamić spielte anfangs beim kroatischen Verein ŽRK Dugo Selo '55. Mit ŽRK Dugo Selo '55 nahm sie im Jahr 2013 an der kroatischen Jugendmeisterschaft teil. Mamić war die torgefährlichste Spielerin des Endturniers. Ein Jahr später nahm die Außenspielerin erneut am Endturnier um die kroatische Jugendmeisterschaft teil. Mit ihrem Verein wurde sie Vizemeister und wurde in das All-Star-Team gewählt. Mit der Damenmannschaft von Dugo Selo lief die Linkshänderin ab der Saison 2013/14 in der höchsten kroatischen Spielklasse auf. Im Sommer 2018 schloss sie sich dem Ligakonkurrenten ŽRK Bjelovar an. In der Saison 2021/22 lief Mamić für ŽRK Lokomotiva Zagreb auf, mit dem sie die kroatische Meisterschaft gewann. Anschließend wechselte sie zum rumänischen Erstligisten HC Dunărea Brăila. Mamić steht seit dem Sommer 2023 beim kroatischen Erstligisten ŽRK Podravka Koprivnica unter Vertrag. Mit Podravka Koprivnica gewann sie 2024 und 2025 die kroatische Meisterschaft sowie 2025 den kroatischen Pokal.

### In der Nationalmannschaft
Mamić lief für die kroatische Jugend und Juniorinnennationalmannschaft auf. Mit diesen Auswahlmannschaften nahm sie an der U-17-Europameisterschaft 2013, an der U-20-Weltmeisterschaft 2014 und an der U-19-Europameisterschaft 2015 teil. Mamić wurde im Jahr 2020 vom Nationaltrainer Nenad Šoštarić in das Aufgebot für die Europameisterschaft berufen, ohne dass sie zuvor ein Länderspiel für die A-Nationalmannschaft bestritt. Mit der kroatischen Auswahl gewann sie die Bronzemedaille. Mamić steuerte zwölf Treffer zum Erfolg bei.